# イム・ジュファン
イム・ジュファン（朝: 임주환、漢:林周煥、1982年5月18日 - ）は、韓国の俳優。

## 略歴・人物
2002年、雑誌モデルとして活動を開始し
、2004年8月放送のSBSドラマ『マジック』で俳優デビュー。
2011年5月に入隊し、芸能兵士として服務後、2013年2月16日に除隊。それと同時にBlossomエンターテインメントと専属契約を締結した
。
11年の活動ののち、2024年4月、Blossomエンターテインメントとの契約終了を発表した。
大真大学校演劇映画学科・大真大学校演劇映画科大学院出身で、俳優のシン・ドンウクとは中・高校の演劇仲間である。
趣味は、音楽鑑賞、乗馬、ゴルフ、映画を見ること、特技は、サッカー、歌うことである。

## 出演

### テレビドラマ
- ノンストップ3（2002年-2003年、MBC）
- マジック（2004年、SBS）【6話】
- 心配しないで（2005年、KBS2）
- このろくでなしの愛（2005年、KBS2）【第3話】
- 雪の女王（2006年-2007年、KBS2） - ソ・ゴヌ役
- 都市怪談（2006年、KBS）
- 純潔なスニ（2007年、KBS2） - チュンス役
- 沈清の帰還（2007年、KBS2） - ホン役
- オークションハウス（2008年、MBC） - イ・ジウン役【第10話】
- シングルパパは熱愛中（2008年、KBS2） - ミン・ヒョンギ役
- 総合病院2（2008年-2009年、MBC） - イ・ミンス役
- 花より男子〜Boys Over Flowers（2009年、KBS2） - ソ・イルヒョン役
- タムナ 〜Love the Island〜（2009年、MBC） - パク・キュ役
- 味噌君と納豆ちゃんの結婚戦争（2010年、MBC） - キム・デチョン役
- What's Up（2011年-2012年、MBN） - チャン・ジェホン役
- おバカちゃん注意報（2013年、SBS） - コン・ジュンス役
- 輝くか、狂うか（2015年、MBC） - ワン・ウク役
- ああ、私の幽霊さま（2015年、tvN） - チェ・ソンジェ役
- むやみに切なく（2016年、KBS2） - チェ・ジテ役
- ハベクの新婦（2017年、tvN） - シン・フエ役
- 偉大なショー〜恋も公約も守ります！〜（2019年、tvN） - カン・ジュンホ役
- イモン～禁断の愛～（2019年、MBC） - フクダ・サブロウ役
- ザ・ゲーム〜午前0時:愛の鎮魂歌〜（2020年、MBC） - ク・ドギョン役
- 私を愛したスパイ（2020年、MBC） - デリック・ヒョン役
- 三姉弟が勇敢に（2022年-2023年、KBS） - イ・サンジュン役

### 映画
- 百万長者の初恋（2006）スンジュン役
- アラン（2006） 学生時代のヒョンギ役
- M（2007）アンブレラマン役
- ドレミファソラシド（2008） ユン・ジェグァン役
- 霜花店（サンファジョム） 運命、その愛（2008） ハンベク役
- 怪しい顧客達（2011） キム・ヨンタク役
- 雨とあなたの物語（2021） ヨンファン役

### Music Video
- The One(더원 ) I Do(1집：2004年 ) 共演：ハン・ガイン
- 신태권 Song For You（2007年）共演：イ・ヨンア
- Acoutic D '사랑이 흐려져도'(愛が曇っても) （2007年12月）

### CF
- TTL、Cass、リーボック、カプリ、DAUM、JUNE、ピザエタン
- T World 映像電話完全征服 - 劇場エチケット便
- OMPHALOSHP（オムパロス）衣料メーカー広告モデル（2008年）
- XESS衣料モデル（2009年）
- KTエバー（EVER）『ラブシェーク携帯電話』TVCF（2009年）
- STCO(에스티코エスティコ) カジュアル衣料モデル（2010年）